# Governo Ponta I
Il governo Ponta I è stato il quindicesimo esecutivo della Repubblica di Romania dopo la rivoluzione romena del 1989, il quarto della VI legislatura.

## Cronologia del mandato

### Incarico
Dopo le dimissioni del premier Emil Boc nel febbraio 2012, il presidente della repubblica Traian Băsescu favorì la formazione di un governo presieduto dall'indipendente Mihai Răzvan Ungureanu, concependolo come possibile rimedio alla dura crisi economica che aveva colpito il paese e che aveva causato vaste proteste popolari. Il governo Ungureanu fu sostenuto da una coalizione di centro-destra promossa dal Partito Democratico Liberale (PD-L) che, incapace di dare risposte alla crisi, rimase in carica per appena due mesi, fino al 27 aprile 2012, quando fu battuto da una mozione di sfiducia presentata dal fronte di opposizione riunito nell'Unione Social-Liberale (USL) e costretto alle dimissioni. In modo da evitare un pericoloso blocco istituzionale, il presidente incaricò del ruolo di primo ministro Victor Ponta, leader del Partito Social Democratico (PSD) (centro-sinistra) e, insieme a Crin Antonescu, della coalizione USL, stretta dai socialdemocratici con Partito Nazionale Liberale (PNL) (centro-destra) e Partito Conservatore (PC) (centro-destra) al fine di costituire un gruppo di opposizione al PD-L e allo stesso Băsescu, reputati colpevoli di aver trascinato il paese in uno stato di depressione. Il 7 maggio 2012 il governo Ponta superò l'investitura del parlamento, ottenendo 284 voti a favore e 92 contrari. Nella stessa sera il governo prestò giuramento al presidente, che fece appello ai ministri perché non iniziassero un processo di restaurazione.

### Primi interventi del governo Ponta
Intenzionato a fornire un'immediata risposta ai problemi del paese, tra le priorità apertamente dichiarate del governo Ponta, vi furono quella di stimolare la crescita del settore privato e quella di riportare il livello dei salari dei dipendenti pubblici a come erano prima della crisi, dopo che questi avevano subito pesanti tagli a causa delle riforme operate dal PD-L. Già durante la prima seduta del consiglio dei ministri fu stabilito di ritirare tutti i prefetti e viceprefetti vicini a PD-L e UDMR che erano stati nominati dal precedente governo. Fu deciso, inoltre, di cancellare un'ordinanza emessa dal PD-L riguardante l'istituzione di un corso in lingua ungherese presso l'Università di medicina e farmacia di Târgu Mureș.
A poche settimane dall'incarico, tuttavia, il governo entrò in polemica con diverse parti sociali a causa di decisioni controverse. Nel mese di maggio Ponta avviò la procedura parlamentare per trasferire l'Institutul Cultural Român (ICR), ente statale con funzione di promozione culturale romena in patria e all'estero, sotto il diretto controllo del parlamento, sottraendolo alla presidenza della repubblica. Mentre il governo sosteneva che la decisione derivava dalla necessità di migliorarne il funzionamento, il direttore dell'ICR Horia Roman Patapievici e altri intellettuali incolparono il premier di voler politicizzare le nomine dell'istituto. Per protesta Patapievici rassegnò le proprie dimissioni e, in settembre, fu sostituito dall'ex ministro degli esteri in quota PNL Andrei Marga.
In giugno il primo ministro annunciò una rivoluzione in seno agli organi di direzione della tv di stato, la Televiziunea Română, poiché reputava la dirigenza incapace di far fronte ad un'insostenibile posizione debitoria superiore a 50 milioni di euro e, dal punto di vista ideologico, totalmente assogettata al volere del presidente Băsescu.

### Ministri dimissionari
A pochi giorni dall'incarico, il 12 maggio 2012 il ministro dell'istruzione Ioan Mang (PSD), già docente di informatica presso l'Università di Oradea, fu ritenuto colpevole dalla stampa di aver copiato numerose pubblicazioni scientifiche edite a suo nome. Pur proclamandosi all'oscuro di tutto, Mang preferì dare le dimissioni per evitare eventuali danni di immagine al governo. In settembre, in ogni caso, il Consiglio nazionale di etica (CNE) del ministero dell'istruzione riconobbe il plagio. Il ministero fu assunto ad interim da Liviu Pop fino al 2 luglio, per poi passare al nuovo ministro titolare Ecaterina Andronescu.
Un mese più tardi, il 19 giugno 2012, l'Alta corte di cassazione e giustizia si pronunciò in merito al parere espresso dall'Agenzia nazionale per l'integrità (ANI) riguardo alla posizione di incompatibilità per conflitto di interessi del ministro della cultura Mircea Diaconu (PNL), per via del suo doppio ruolo di parlamentare e di direttore del teatro Nottara di Bucarest. La corte confermò l'opinione dell'ANI, mentre Diaconu lasciò l'incarico ministeriale, che il 25 giugno fu assunto da Puiu Hașotti.

### Scontri tra Ponta e Băsescu

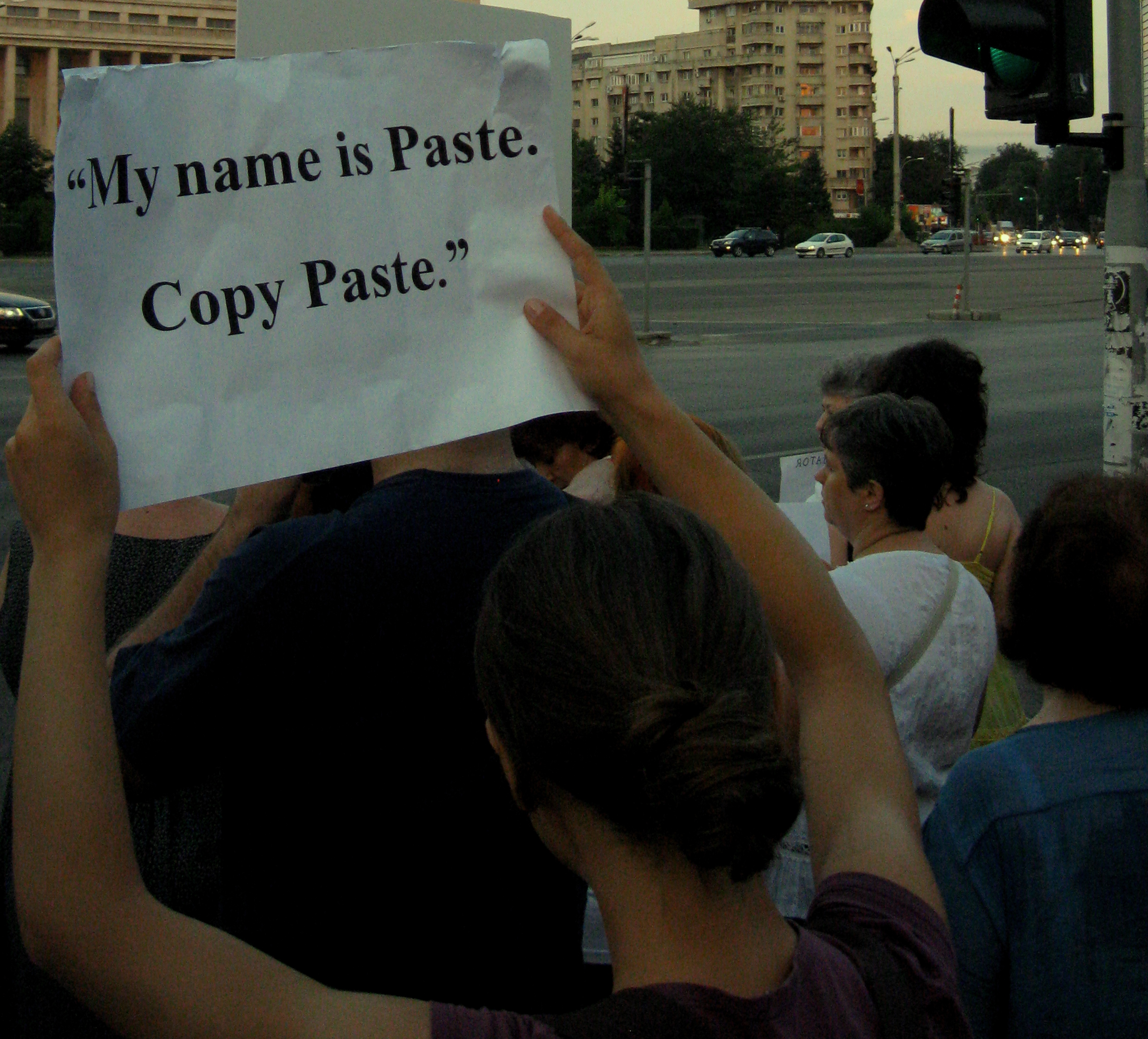
Proteste contro Victor Ponta a Bucarest con un cartello che fa riferimento alla questione del plagio

Tra i problemi sentiti come più impellenti dalla USL vi fu, inoltre, la necessità di modificare la legge elettorale. Il 22 maggio 2012, con il voto favorevole della maggioranza, il parlamento approvò una riforma della legge elettorale per le parlamentari, con l'introduzione del first-past-the-post (sistema maggioritario uninominale a un turno) sul modello anglosassone. Per reazione il PD-L contestò la legge alla corte costituzionale, che il 27 giugno ne constatò la non costituzionalità, annullandone gli effetti.
Il 18 giugno 2012 esplose uno scandalo intorno alla figura del primo ministro che, come l'ex ministro Ioan Mang, in base ad un articolo pubblicato sulla rivista Nature, fu sospettato di plagio per aver copiato parti della propria tesi di dottorato sostenuta nel 2003. Il presidente Băsescu, dal canto suo, ebbe parte attiva nel sostenere le accuse di plagio lanciate all'indirizzo di Victor Ponta, che etichettò come infamanti tali insinuazioni. Il 29 giugno, la commissione incaricata di verificare la validità dei titoli di studio (CNATDCU) accertò che parti della tesi fossero copiate. Tramite un decreto del 28 giugno emesso dal ministro dell'istruzione ad interim Liviu Pop (PSD), tuttavia, la CNATDCU era stata privata della competenza in materia, che era stata trasferita al Consiglio nazionale di etica (CNE) del ministero dell'istruzione. Tale scelta contribuì ad alimentare ulteriori polemiche e critiche tra le parti. Nel mese di luglio il CNE scagionò Ponta, mentre un'ulteriore verifica eseguita dall'Università di Bucarest sosteneva l'ipotesi del plagio.
In un costante clima di conflitto tra USL e PD-L, il 10 giugno 2012 si registrò il netto successo dei primi alle elezioni amministrative. Tra gli altri, l'USL ottenne la rielezione di Sorin Oprescu a sindaco Bucarest. Due giorni dopo il parlamento adottò una dichiarazione che autorizzava il premier a rappresentare la Romania al Consiglio europeo del 28-29 giugno 2012. La decisione fu contestata da Băsescu, che precisò che l'atto non aveva valore giuridico. Il presidente si appellò alla corte costituzionale che, il 27 giugno, riconobbe che il parlamento non disponeva dell'autorità per stabilire chi dovesse partecipare al consiglio europeo, poiché tale diritto spettava al presidente della repubblica in qualità di capo dello stato. Nonostante le specifiche della corte, fu Ponta ad intervenire all'incontro di Bruxelles, mentre Băsescu ammonì pubblicamente l'atteggiamento dell'USL.

### Crisi costituzionale e referendum per la destituzione di Băsescu
Intenzionata a fornire una soluzione definitiva allo scontro, pochi giorni dopo il consiglio europeo, la USL preparò la strada per la procedura di impeachment di Băsescu. Il 3 luglio la maggioranza presentò in parlamento la richiesta di revoca dell'avocatul poporului (figura di garanzia delle libertà costituzionali di nomina parlamentare paragonabile a quella dell'ombudsman del diritto anglosassone) Gheorghe Iancu con l'imputazione di avere utilizzato prerogative costituzionali e legali per servire gli interessi politici del PD-L. Nella stessa giornata l'USL votò in parlamento le destituzioni del presidente della camera Roberta Anastase (PD-L) e di quello del senato Vasile Blaga (PD-L), che furono sostituiti, rispettivamente, da Valeriu Zgonea (PSD) e Crin Antonescu (PNL).
Al fine di evitare un parere negativo da parte della corte costituzionale, il 4 luglio il governo emanò un'ordinanza d'urgenza in base alla quale le decisioni riguardanti il funzionamento interno delle camere non potevano essere sottoposte al controllo della corte costituzionale.
Il colpo di mano della USL, preparatorio alla messa in stato d'accusa del presidente, non fu trascurato dagli osservatori internazionali. Mentre il PD-L, per voce dell'ex ministro della giustizia Monica Macovei, gridò al colpo di stato, l'ambasciatore degli Stati Uniti in Romania Mark Gitenstein dichiarò che, nel caso in cui l'eventuale sospensione di Băsescu fosse stata portata avanti tramite mezzi anticostituzionali, questa avrebbe avuto un impatto negativo sulla percezione dell'immagine internazionale paese.

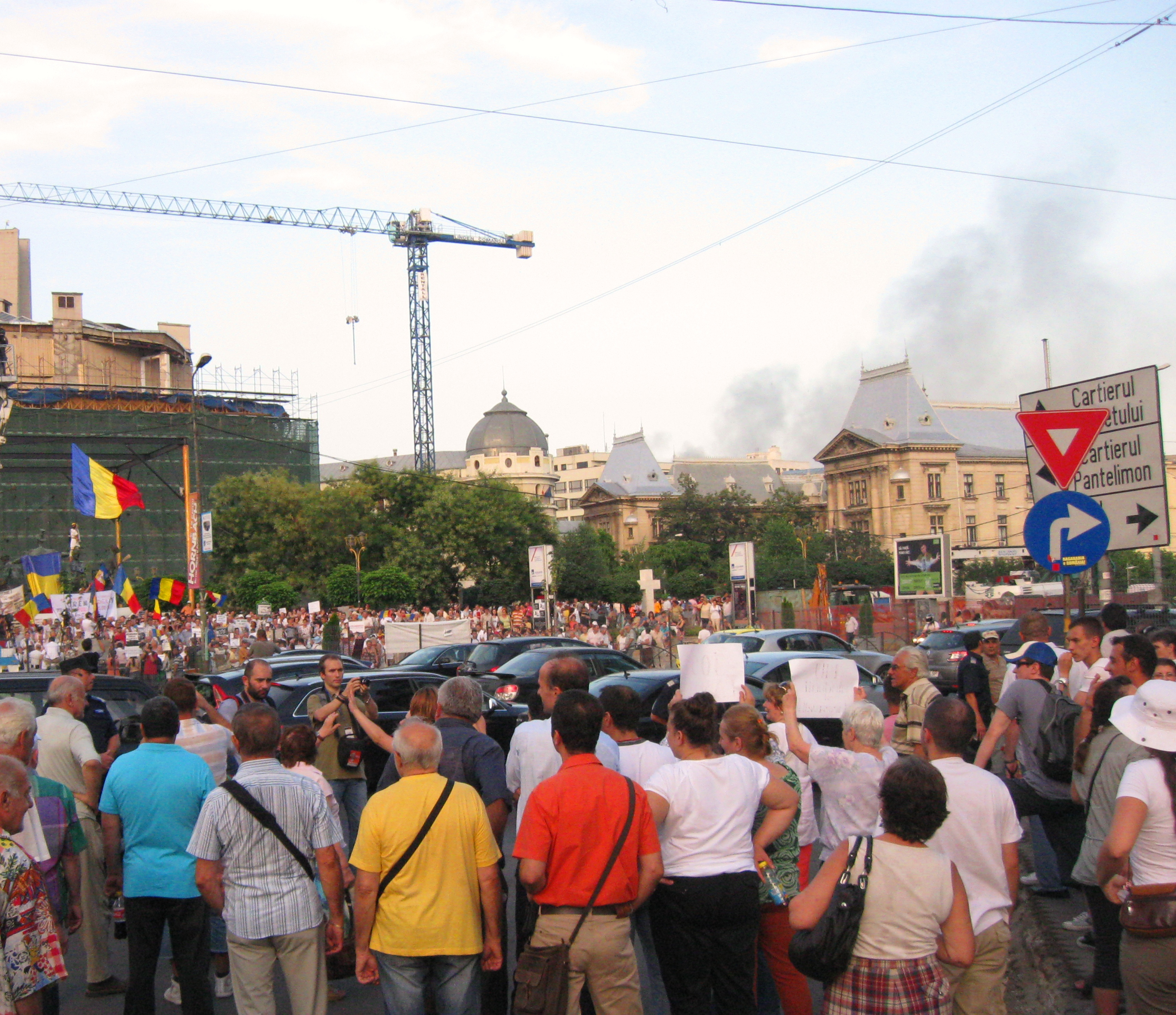
Una manifestazione di protesta di fronte al Teatro nazionale di Bucarest in favore dell'impeachment di Traian Băsescu il 5 luglio 2012

Il 5 luglio l'USL presentò formalmente in parlamento il documento per la messa in stato d'accusa del presidente, giudicato colpevole di aver ripetutamente violato le norme costituzionali e di essersi arrogato illegalmente la conduzione delle istituzioni statali in nome della propria ideologia politica. La maggioranza rimproverò Băsescu di essere il diretto responsabile della maggior parte delle decisioni che avevano portato alla perdita di credibilità delle istituzioni negli ultimi anni, di aver aggravato la crisi economica e aver bloccato il funzionamento dello stato di diritto e della democrazia in Romania. Il 6 luglio le camere con 256 voti a favore e 114 contrari deliberarono la sospensione temporanea del presidente, in attesa del referendum popolare (da celebrarsi il 29 luglio) che avrebbe dovuto ratificare la destituzione o, in alternativa, bocciare la proposta del parlamento. Al fianco della USL, votarono a favore anche UNPR e UDMR, che erano stati alleati del PD-L durante il precedente governo. In qualità di presidente del senato, Crin Antonescu assunse temporaneamente le funzioni di presidente ad interim.
Il governo rumeno, inoltre, si affrettò a pubblicare un'ordinanza d'urgenza che modificava la legge elettorale per il referendum, cancellando il quorum (stabilito alla partecipazione del 50% + 1 degli aventi diritto al voto) previsto dalla legge in vigore. In base al progetto di Ponta, per procedere con la destituzione, il 29 luglio sarebbe stata sufficiente la maggioranza dei voti degli elettori, a prescindere dall'effettivo numero dei partecipanti. Il 10 luglio, tuttavia, la corte costituzionale decise con voto unanime che il referendum sarebbe stato valido solamente con la condizione di adempire al requisito del quorum.
Vista l'accelerazione degli eventi, preoccupazioni sullo stato della democrazia e del sistema giudiziario nel paese furono ufficialmente espresse dall'allora presidente della Commissione europea José Barroso, dalla cancelliera tedesca Angela Merkel e dal presidente del Consiglio europeo Herman van Rompuy. A tal riguardo, il 12 luglio Ponta fu invitato a Bruxelles dall'Unione europea, che trasmise al premier le proprie raccomandazioni in merito alla crisi costituzionale in atto in Romania. Tra i suggerimenti dei funzionari dell'UE vi fu quello di mantenere il requisito del quorum sulla legge elettorale per il referendum, così come indicato dalla corte costituzionale. A causa delle pressioni internazionali e del rischio di isolamento per il paese, quindi, Ponta decise rivedere l'ordinanza e di ripristinare il quorum. In vista della votazione del 29 luglio, mentre il PD-L indicò al proprio elettorato di astenersi in modo da non raggiungere il quorum, il PSD organizzò una dura campagna contro il presidente.
Il giorno dello scrutinio si presentarono al voto 8,4 milioni di persone (circa il 46% degli aventi diritto al voto). Dei votanti l'87,5% si espresse in favore della destituzione di Băsescu, mentre l'11,1% optò per il suo rientro in funzione. Nonostante il risultato del referendum, l'USL invocò la corte costituzionale, organismo incaricato di ratificare il risultato del referendum, di tener conto dei dati relativi al censimento del 2011, secondo il quale avrebbero avuto diritto al voto 16 e non 18 milioni di persone (come da liste elettorali) permettendo, così, il raggiungimento del quorum.

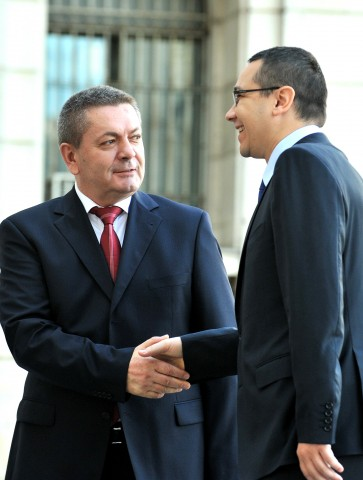
Ioan Rus e Victor Ponta

Il 1º agosto si tenne la prima riunione sul tema della corte costituzionale, presieduta da Augustin Zegrean. Viste le rimostranze dell'USL, il 2 agosto la corte richiese al ministero dell'interno condotto da Ioan Rus (PSD) e all'Institutul național de statistica "aggiornamento" delle liste elettorali. La definizione di "aggiornamento" fu tradotta dalle gerarchie della USL nella possibilità di organizzare un minicensimento tramite il quale rivedere il numero effettivo di elettori.
Il ministero confermò il numero di 18,2 milioni, come da liste elettorali già presentate. In una successiva nota a firma del ministro con delega alla pubblica amministrazione Victor Paul Dobre (PNL), tuttavia, il ministero aggiunse che non si assumeva la responsabilità della certezza del numero delle persone con diritto di voto. La nota, comunque, venne interpretata dai procuratori dell'Alta corte di cassazione e giustizia come un tentativo di Dobre di riservarsi una possibile giustificazione al diritto di modificare, in un secondo momento, attraverso un'azione apparentemente legale, il numero dei cittadini con diritto di voto. Per questo motivo, per accertare l'eventuale sussistenza di fatti costituenti reato, l'alta corte avviò l'inchiesta "referendum". Nei giorni successivi, le alte sfere della USL sostennero pubblicamente tramite le voci di Victor Ponta, Crin Antonescu e Ion Iliescu la necessità di considerare valido il referendum poiché, in base ai dati in possesso del partito, il numero dei votanti era sufficiente per il raggiungimento del quorum. Viste le pressioni sui ministeri degli interni e della pubblica amministrazione da parte della coalizione di governo, che chiedeva una rettifica del numero degli elettori, il 6 agosto Dobre e Rus presentarono le proprie dimissioni.
Il 6 agosto, in ogni caso, la Corte costituzionale pubblicò una nota con la quale specificava di aver richiesto le liste elettorali aggiornate a termini di legge (e non l'aggiornamento delle liste) escludendo, quindi, la possibilità di ritoccare il numero degli elettori. Il 7 agosto la corte, inoltre, pubblicò un errata corrige che integrava un paragrafo in cui era riportato che per il calcolo del totale degli elettori andassero presi in considerazione tutti i romeni con età superiore a 18 anni che godevano del diritto di voto, includendo anche i romeni che vivevano all'estero. Le specifiche della corte, di fatto, scoraggiarono definitivamente l'idea del censimento proposta dalla USL.
Sempre il 7 agosto il giudice della corte costituzionale Ion Predescu dichiarò alla stampa di essere all'oscuro dell'errata corrige, sottolineando l'illegalità del fatto, poiché questa sarebbe dovuta essere stata discussa dal plenum della corte. Nei giorni successivi anche i giudici Tudorel Toader e Acsinte Gaspar comunicarono di non essere stati informati. L'Alta corte di cassazione e giustizia aprì, quindi, in parallelo a quello sul "referendum", un'ulteriore fascicolo di inchiesta sull' "errata corrige" e sulle modalità con cui era stata applicata.
In un clima di costante scambio di accuse tra le parti in causa, il 21 agosto 2012 la corte costituzionale confermò il mancato raggiungimento del quorum e il ritorno in carica di Băsescu.

### Rimpasto del 6 agosto 2012

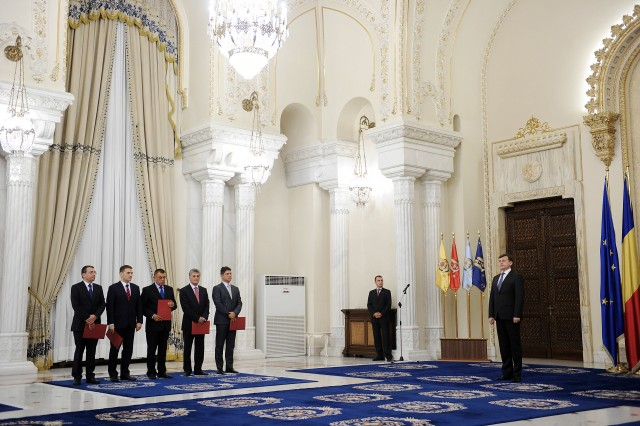
La cerimonia di investitura dei nuovi ministri del 7 agosto 2012

Gli esiti del referendum ebbero grande impatto sul governo già a pochi giorni dalla sua celebrazione. Per forti pressioni relative allo stesso referendum e sulla necessità espressa del partito di farne convalidare i risultati, il ministro degli interni Ioan Rus (PSD) lasciò il governo il 6 agosto, rifiutando ogni coinvolgimento sulla possibilità di modificare il numero degli iscritti alle liste elettorali. Per le stesse motivazioni quello con delega alla pubblica amministrazione Victor Dobre diede seguito alla richiesta di dimissioni presentata dal PNL nei suoi confronti. Nella stessa giornata l'USL organizzò un rimpasto nel quale furono sollevati dall'incarico anche il ministro per le piccole imprese Lucian Isar (indipendente), che giustificò l'addio all'esecutivo con ragioni personali, e il ministro degli esteri Andrei Marga (PNL) che, pur non comprendendo appieno le motivazioni del cambio voluto da Ponta e Antonescu, accettò la sostituzione voluta dal partito. Nel complesso il rimpasto portò alle seguenti modifiche del consiglio dei ministri:
- Titus Corlățean (PSD) passò dalla giustizia agli esteri in sostituzione del dimissionario Andrei Marga (PNL).
- Mona Pivniceru (procuratore indipendente) che, dopo un breve periodo di interinato di Victor Ponta alla giustizia, e una volta ottenuta l'autorizzazione a lasciare il Consiglio superiore della magistratura, fu nominata nuovo ministro della giustizia in sostituzione di Titus Corlățean, passato agli esteri[42].
- Mircea Dușa (PSD) passò dai rapporti con il parlamento agli interni in sostituzione del dimissionario Ioan Rus (PSD).
- Dan Șova (PSD) fu nominato ai rapporti con il parlamento in sostituzione di Mircea Dușa (PSD), passato agli interni.
- Radu Stroe (PNL) fu nominato alla pubblica amministrazione in sostituzione del dimissionario Victor Paul Dobre (PNL).
- Mihai Alexandru Voicu (PNL) fu nominato alle piccole imprese in sostituzione del dimissionario Lucian Isar (indipendente).

### Parte finale di mandato
Il 10 agosto, nell'ambito dell'inchiesta "referendum" avviata dall'alta corte di cassazione e giustizia, la procura richiese alla camera dei deputati l'autorizzazione a procedere penalmente contro l'ex ministro Dobre, protetto da immunità parlamentare, in modo da far luce sull'accusa di abuso d'ufficio contro il pubblico interesse, in relazione ai fatti del 2 agosto, quando Dobre inviò una comunicazione alla corte costituzionale in cui sosteneva di non essere responsabile del numero effettivo di iscritti alle liste elettorali per il referendum, al fine di riservarsi la possibilità di modificare tale numero in un secondo momento. L'11 settembre, in ogni caso, la camera votò contro l'avvio dell'inchiesta ai danni dell'ex ministro.
Il 1º ottobre 2012, in seguito alle indagini dell'Agenzia nazionale per l'integrità (ANI), il ministro della salute Vasile Cepoi (indipendente) fu costretto alle dimissioni poiché, nel periodo in cui era stato direttore della direzione di salute pubblica di Iași, erano stati rilevati gli estremi per un conflitto di interessi, per reati di corruzione e altre infrazioni che avevano arrecato danni economici alla comunità europea. Al suo posto assunse l'incarico il sottosegretario del ministero Raed Arafat.
In un clima di costante conflitto, sul finire di legislatura, le forze politiche furono impegnate nella campagna elettorale per le elezioni parlamentari in Romania del 2012 in programma per dicembre, alle quali si registrò un plebiscito in favore della USL, che ottenne 2/3 del totale dei seggi, la più grande maggioranza per numero di parlamentari dal 1990, che diede vita al governo Ponta II.

## Appoggio parlamentare e composizione
Il governo Ponta I fu sostenuto dall'Unione Social-Liberale (USL), coalizione che riuniva il Partito Social Democratico (PSD)  (centro-sinistra), il Partito Nazionale Liberale (PNL) di Crin Antonescu (centro-destra) e il minoritario Partito Conservatore (PC) (centro-destra)
Insieme la maggioranza disponeva di 152 deputati su 326 (pari al 46,6% dei seggi alla camera dei deputati della Romania) e di 69 senatori su 137 (pari al 50,3% dei seggi al senato della Romania).
| Carica                                                                | Titolare                                               | Titolare                                                    | Partito      |
| --------------------------------------------------------------------- | ------------------------------------------------------ | ----------------------------------------------------------- | ------------ |
| Primo ministro                                                        |                                                        | Victor Ponta                                                | PSD          |
| Vice Primo ministro; Ministro delle finanze pubbliche                 |                                                        | Florin Georgescu                                            | Indipendente |
| Ministro degli affari esteri                                          |                                                        | Andrei Marga (fino al 6 agosto 2012)                        | PNL          |
| Ministro degli affari esteri                                          |                                                        | Titus Corlățean (dal 6 agosto 2012)                         | PSD          |
| Ministro dell'agricoltura e dello sviluppo rurale                     |                                                        | Daniel Constantin                                           | PC           |
| Ministro dell'economia, del commercio e delle imprese                 |                                                        | Daniel Chițoiu                                              | PNL          |
| Ministro dell'amministrazione e degli interni                         |                                                        | Ioan Rus (fino al 6 agosto 2012)                            | PSD          |
| Ministro dell'amministrazione e degli interni                         | Mircea Dușa (dal 6 agosto 2012)                        |                                                             | PSD          |
| Ministro della difesa nazionale                                       |                                                        | Corneliu Dobrițoiu                                          | PNL          |
| Ministro della giustizia                                              |                                                        | Titus Corlățean (fino al 6 agosto 2012)                     | PSD          |
| Ministro della giustizia                                              |                                                        | Mona Pivniceru (dal 6 agosto 2012)                          | Indipendente |
| Ministro del lavoro, della famiglia e della protezione sociale        |                                                        | Mariana Câmpeanu                                            | PNL          |
| Ministro dell'educazione, della ricerca, della gioventù e dello sport |                                                        | Ioan Mang (fino al 15 maggio 2012)                          | PSD          |
| Ministro dell'educazione, della ricerca, della gioventù e dello sport | Liviu Pop (ad interim; dal 15 maggio al 2 luglio 2012) |                                                             | PSD          |
| Ministro dell'educazione, della ricerca, della gioventù e dello sport | Ecaterina Andronescu (dal 2 luglio 2012)               |                                                             | PSD          |
| Ministro dei trasporti e delle infrastrutture                         |                                                        | Ovidiu Silaghi                                              | PNL          |
| Ministro della salute                                                 |                                                        | Vasile Cepoi (fino al 1 ottobre 2012)                       | Indipendente |
| Ministro della salute                                                 |                                                        | Victor Ponta (ad interim; dal 2 ottobre al 7 novembre 2012) | PSD          |
| Ministro della salute                                                 |                                                        | Raed Arafat (dal 7 novembre 2012)                           | Indipendente |
| Ministro dello sviluppo regionale e del turismo                       |                                                        | Eduard Hellvig                                              | PNL          |
| Ministero dell'ambiente e delle foreste                               |                                                        | Rovana Plumb                                                | PSD          |
| Ministro della cultura e del patrimonio nazionale                     |                                                        | Mircea Diaconu (fino al 19 giugno 2012)                     | PNL          |
| Ministro della cultura e del patrimonio nazionale                     | Puiu Hașotti (dal 25 giugno 2012)                      |                                                             | PNL          |
| Ministro delle comunicazioni e della società dell'informazione        |                                                        | Dan Nica                                                    | PSD          |
| Ministro degli affari europei                                         |                                                        | Leonard Orban                                               | Indipendente |
| Ministro per i rapporti con il Parlamento                             |                                                        | Mircea Dușa (fino al 6 agosto 2012)                         | PSD          |
| Ministro per i rapporti con il Parlamento                             | Dan Șova (dal 6 agosto 2012)                           |                                                             | PSD          |
| Ministro con delega al contesto imprenditoriale                       |                                                        | Lucian Isar (fino al 6 agosto 2012)                         | Indipendente |
| Ministro con delega al contesto imprenditoriale                       |                                                        | Mihai Voicu (dal 6 agosto 2012)                             | PNL          |
| Ministro con delega al dialogo sociale                                |                                                        | Liviu Pop                                                   | PSD          |
| Ministro con delega all'amministrazione                               |                                                        | Victor Paul Dobre (fino al 6 agosto 2012)                   | PNL          |
| Ministro con delega all'amministrazione                               | Radu Stroe (dal 6 agosto 2012)                         |                                                             | PNL          |